# Kromosom 18 (čovjek)
Kromosom 18 u kariotipu čovjeka je autosomni kromosom, osamnaesti po redu po dimenzijama i broju nukleotida. Prema položaju centromere pripada submetacentričnim kromosomima i svrstan je u E skupinu ljudskih kromosoma. Sastoji se od 76 milijuna nukleotida što predstavlja oko 2,5 ukupne količine DNK u stanici.
Potvrđeno je da kromosom 18 sadrži oko 350 gena, ali se pretpostavlja da ih ima oko 400.
Broj polimorfizama jednog nukleotida (eng. Single Nucleotide Polymorphism - SNP) je oko 300 000.

## Geni kromosoma 18
Neki od važnijih gena kromosoma 18 jesu:
- DCC: gen čija je delecija vezana za rak debelog crijeva
- FECH: ferokelataza
- NPC1: gen vezan za Niemann-Pickovu bolest, tip C1
- SMAD4
- KC6: gen 6 vezan za keratokonus

## Bolesti vezane za kromosom 18
Poznat je sadržaj i raspored gena kromosoma 18 čije mutacije izazivaju niz nasljednih bolesti. Najvažnije bolesti vezane za mutacije na kromosomu 18 jesu:
- protoporfirija
- nasljedna hemorgijska telangiektazija
- Niemann-Pickova bolest tip C
- porfirija
- selektivna nijemost
- Pitt-Hopkinsov sindrom

## Aberacije kromosoma 18
- Trisomija kromosoma uzrokuje Edwardsov sindrom koji se odlikuje višestrukim anomalijama: motorička zaostalost, mentalna retardacija, fleksijske deformacije, mikrognatija, stopalo u obliku stolice za ljuljanje, urođene malformacije srca.

Glavni uzrok Edwardsovog sindroma je neodvajanje kromosoma za mejoze roditelja, dok je rjeđi uzrok uravnotežena translokacija jednog od roditelja. Veoma rijetko mođe se javiti mozaicizam koji uzrokuje blažu kliničku sliku.
- Delecija dugog kraka (18q-) fenotipski se manifestira kao De Grouchijev sindrom s kliničkom slikom: izražene mentalne retardacije, oblika usta kao u šarana, malformacije ušnih školjki i zašiljenih prstiju.

- Delecija kratkog kraka se manifestira kao prethodno opisani De Grouchijev sindrom sa sljedećim fenotipskim obilježjima: mentalna retardacija, malformacije oka, malformacije ušnih školjki, anomalije središnjeg živčanog sustava, zubni karijes.